# Mechanische Verfahrenstechnik
Die Mechanische Verfahrenstechnik ist eine Teildisziplin der Verfahrenstechnik und behandelt die Umwandlung von Stoffsystemen durch überwiegend mechanische Einwirkungen.
Mit Methoden der Mechanischen Verfahrenstechnik werden mechanisch beeinflussbare Systeme umgewandelt. Zu ihren Grundoperationen gehören:
- die Verschiebung des Partikelgrößenbereichs hin zu kleineren Größen (Zerkleinern, Zerstäuben von Flüssigkeiten)
- die Verschiebung des Partikelgrößenbereichs hin zu größeren Größen (Agglomerieren)
- die Aufspaltung eines dispersen Systems in zwei disperse Systeme unterschiedlicher Zusammensetzung (Trennen, Sieben)
- das Zusammenführen mindestens zweier disperser Systeme unterschiedlicher Zusammensetzung zu einem dispersen System (Mischen)
- das Lagern (zum Beispiel in Silos) und Fördern von Feststoffsystemen, auch wenn dabei in der Regel keine Veränderungen am System auftreten sollen

Obwohl in der Regel keine Phasengrenzen überwunden werden, können die Verfahren sehr energieaufwendig sein. So wird Zerkleinerungsprozessen vier Prozent des weltweiten Strombedarfs zugeschrieben (davon ein Prozent zur Zementherstellung).